# Юрманга (приток Нижней Тоймы)
Юрманга — река в России, течёт по территории Верхнетоемского и Виноградовского районов Архангельской области. Устье реки находится в 63 км по правому берегу реки Нижней Тоймы. Длина реки — 30 км. Площадь водосборного бассейна — 151 км².

## Данные водного реестра
По данным государственного водного реестра России, относится к Двинско-Печорскому бассейновому округу, водохозяйственный участок реки — Северная Двина от впадения реки Вычегда до впадения реки Вага, речной подбассейн реки — Северная Двина ниже места слияния Вычегды и Малой Северной Двины. Речной бассейн реки — Северная Двина.
Код объекта в государственном водном реестре — 03020300112103000027401.